# Van de Perrehuis
Het Van de Perrehuis is een voormalig woonhuis en rijksmonument aan het Hofplein 8 in Middelburg in de provincie Zeeland. 

## Geschiedenis
Het woonhuis werd ontworpen door de Antwerpse architect Jan Pieter van Baurscheidt de Jonge en in 1765 gebouwd als stadspaleis voor de Zeeuwse regent Johan Adriaan van de Perre (1738-1790) en zijn echtgenote Jacoba van den Brande (1735-1794). Het huis werd gebouwd op de fundamenten van een vroegere commanderij van de Duitse Orde. Van 1838 tot 1876 werd het gebouw gebruikt door het provinciaal gerechtshof in Zeeland en vanaf 1867 tot 1995 diende het als arrondissementsrechtbank.
In 1954 werd het Van de Perrehuis gerestaureerd door de Middelburgse architect ir. H. de Lussanet de la Sablonière die de in 1840 aangebouwde uitbreiding in neoclassicistische stijl afbrak en een nieuwe vleugel in aangepaste stijl aan de westzijde bijbouwde.
Na het vertrek van de rechtbank half jaren 1990 werd het gebouw voorbestemd voor het Rijksarchief in Zeeland. Omdat het gebouw niet groot genoeg was, drong zich een complexe restauratie en nieuwbouw op. De werken onder leiding van architectenbureau’s Verlaan & Bouwstra uit Vianen (restauratie) en Benthem-Crouwel uit Amsterdam (nieuwbouw) startten einde 1997. Het oude gedeelte werd zoveel mogelijk in zijn originele staat hersteld en ernaast werd een volledig nieuwe vleugel gebouwd met bezoekersruimte en drie ondergrondse depots voor de opslag van de archieven. De werken waren in september 1999 voltooid.

## Fotogalerij

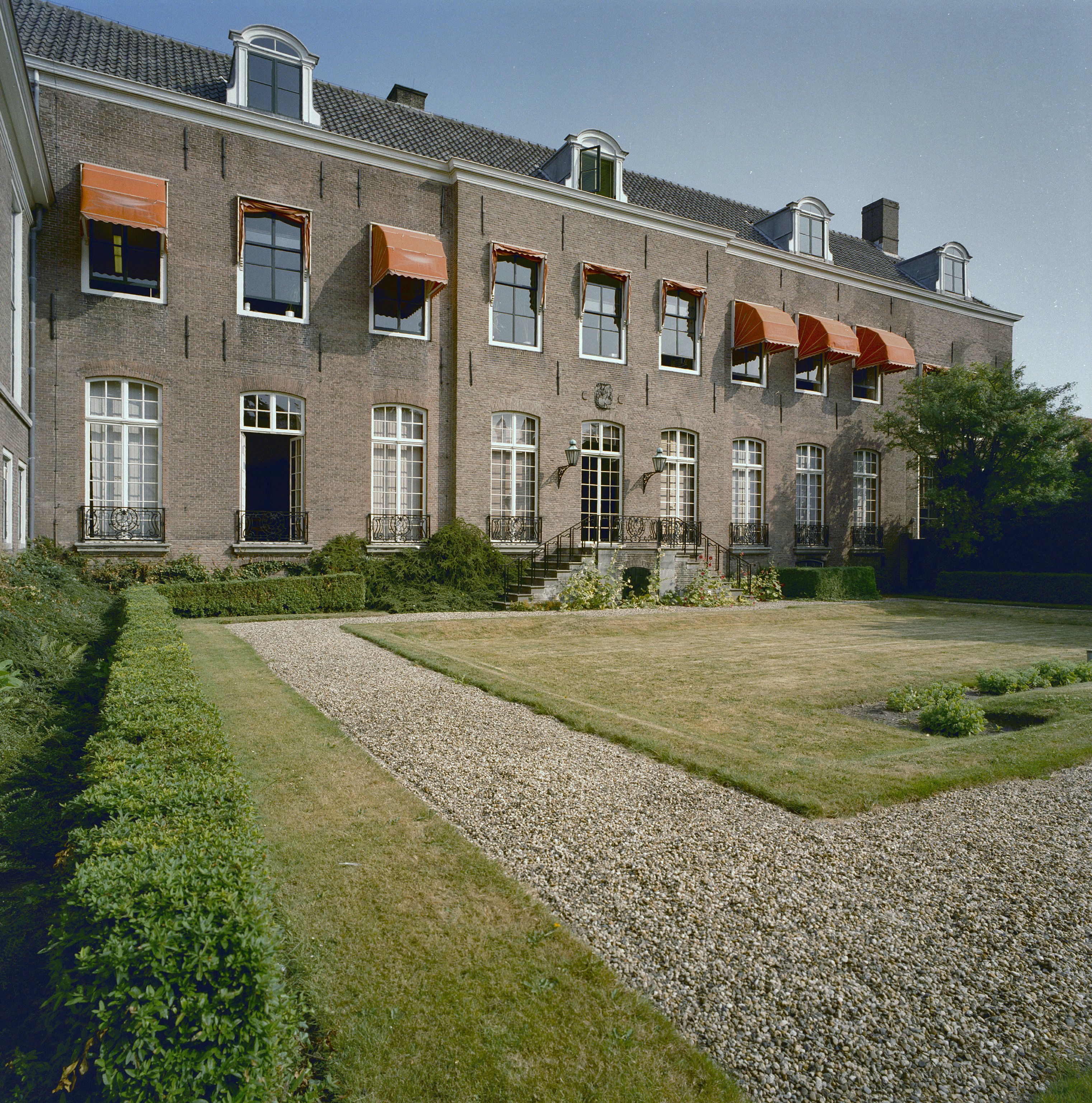
Achtergevel oude gebouw
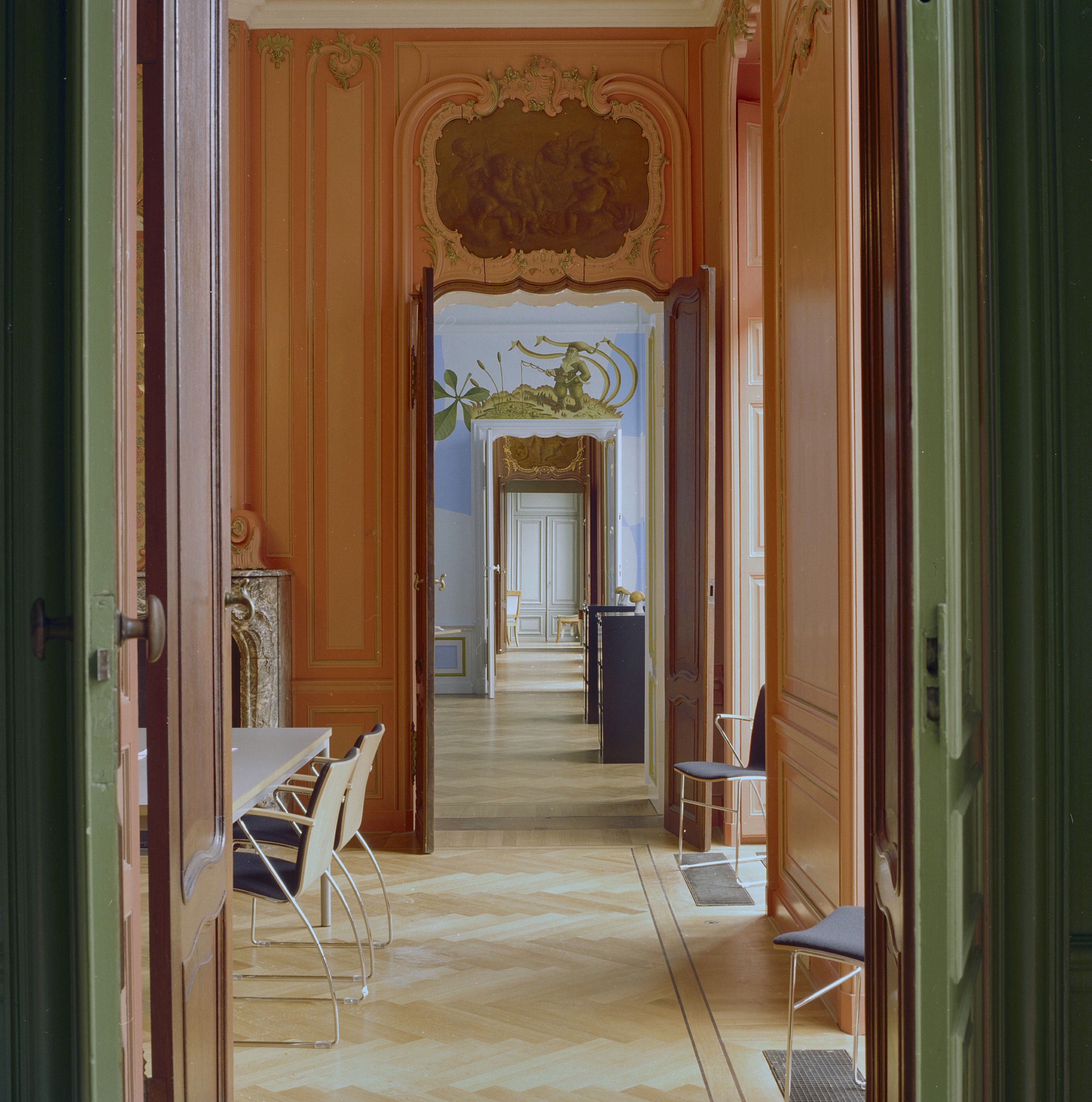
Interieur begane grond in oude gedeelte
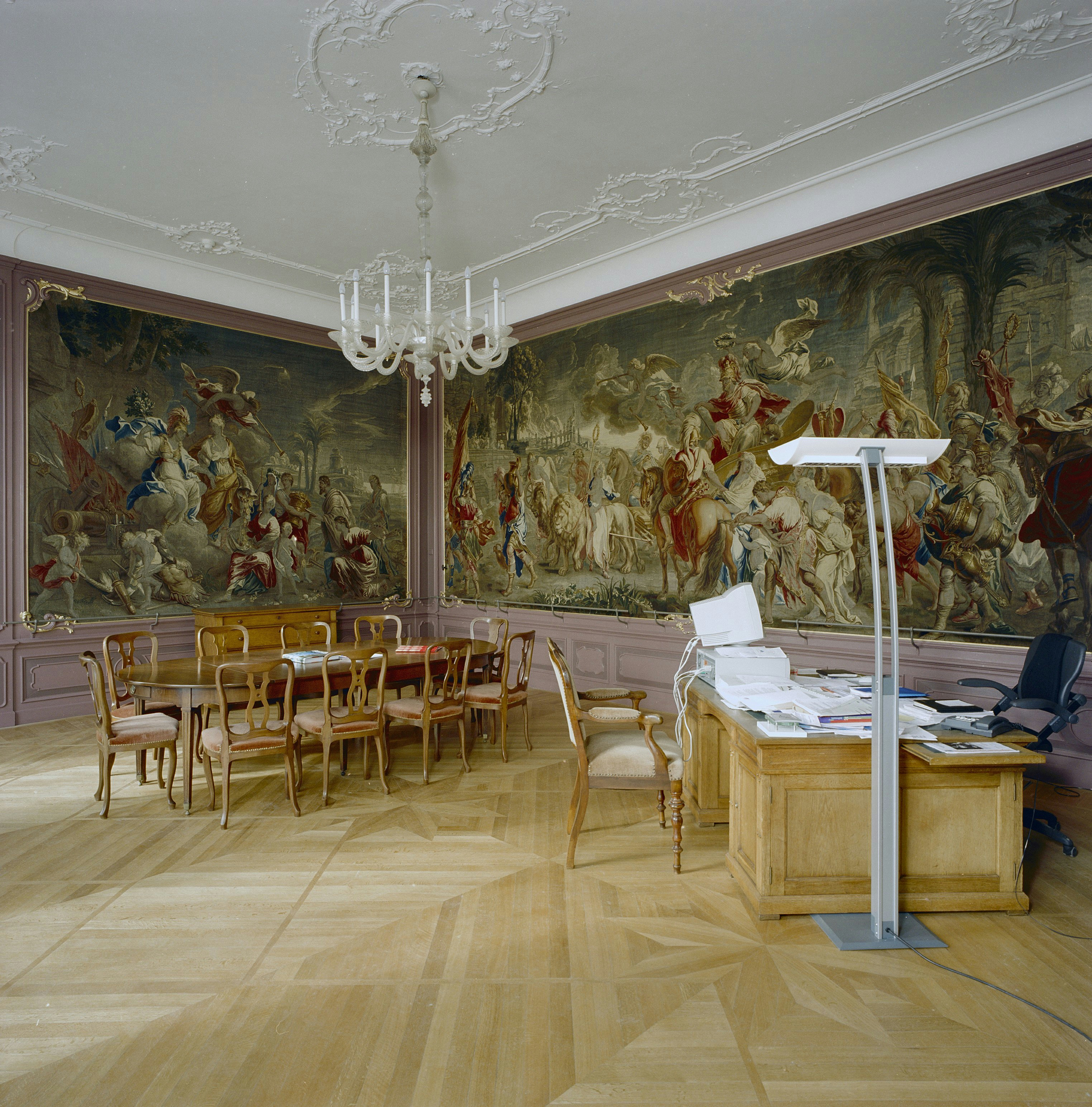
Interieur tapijtkamer in oude gedeelte
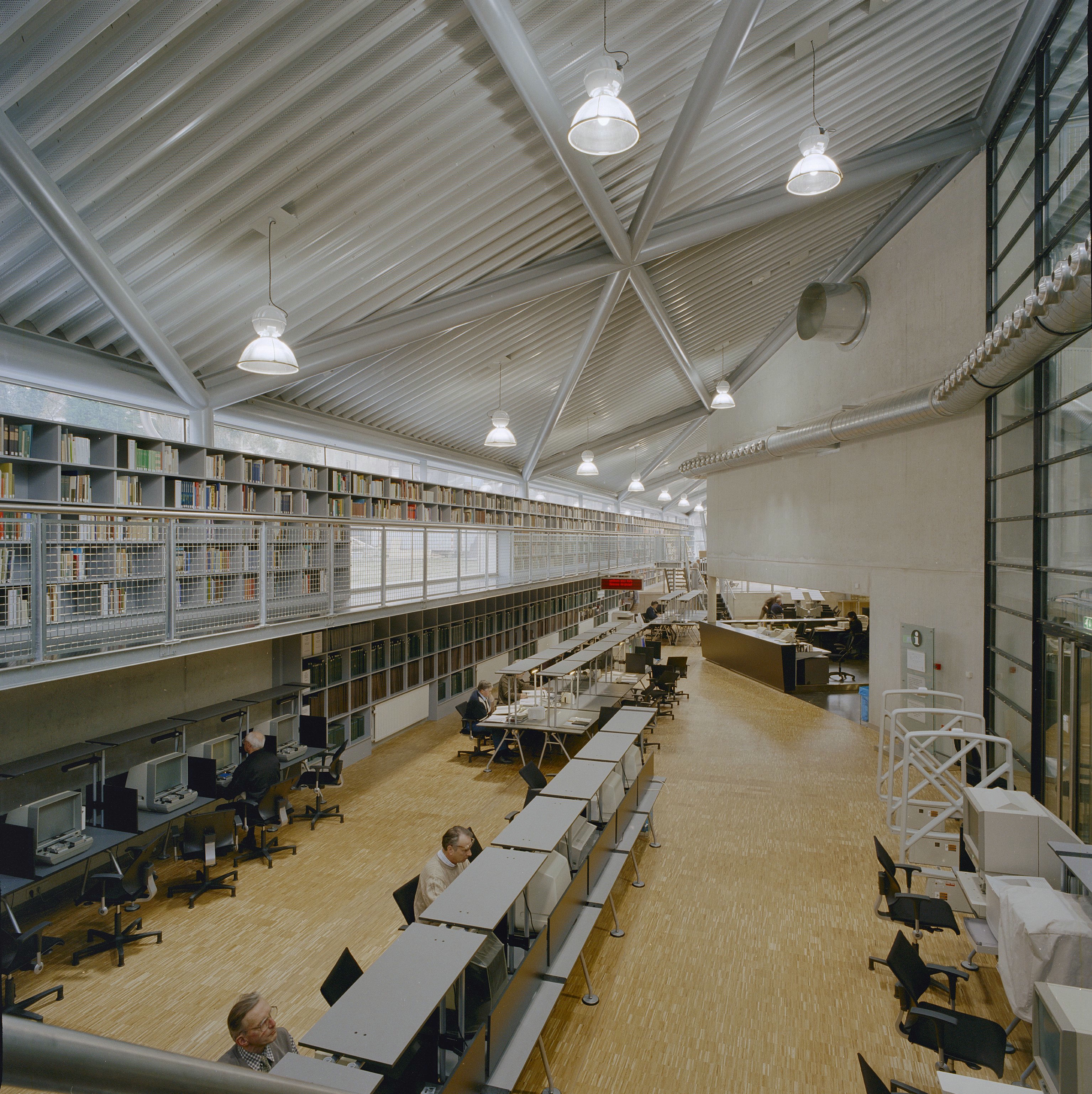
Leeszaal in de nieuwbouw